# Палькоска, Эмил
Эмил Палькоска (Палкоска; 11 мая 1871, Прилепы — 14 мая 1955, Прага) — чехословацкий, ранее австро-венгерский, шахматный композитор. Редактор шахматных отделов газет «Народни политика» (1907—1945) и «Людова демокрацие» (1946—1955). Автор книг и статей по вопросам задачной композиции. Доктор юридических наук.
С 1888 опубликовал свыше 1 тысяч задач, преимущественно трёхходовки. Завоевал на конкурсах свыше 100 призов. Признавая обязательность правильных матов (патов) в задаче, в отличие от основных канонов ортодоксальной чешской школы в задаче требовал насыщения тематических вариантов идеями логического или стратегического характера, допуская при этом, что тематические варианты (как правило, не менее трёх) не обязательно заканчиваются различными правильными матами. Способствовал созданию в чешской школе нового направления, которое назвал «современным»; к нему примкнули многие чешские и иностранные проблемисты, в том числе в СССР С. Левман, назвавший его «художественной школой».
Почти 50 лет вёл кружок шахматной композиции, получивший название «факультета», который посещали Э. Плеснивый, О. Вотруба, Я. Вашта, Я. Венда, Я. Шульц и другие проблемисты.

## Задачи
|   | a | b | c | d | e | f | g | h |   |
| - | --- | --- | --- | --- | --- | --- | --- | --- | - |
| 8 | h7 чёрная пешка · e6 чёрная пешка · a5 белая ладья · b4 белая пешка · e4 белая пешка · g4 чёрная пешка · a3 белый ферзь · g3 белая пешка · e2 чёрный ферзь · f2 чёрный король · g2 белый конь · h2 белый король · c1 белый конь | h7 чёрная пешка · e6 чёрная пешка · a5 белая ладья · b4 белая пешка · e4 белая пешка · g4 чёрная пешка · a3 белый ферзь · g3 белая пешка · e2 чёрный ферзь · f2 чёрный король · g2 белый конь · h2 белый король · c1 белый конь | h7 чёрная пешка · e6 чёрная пешка · a5 белая ладья · b4 белая пешка · e4 белая пешка · g4 чёрная пешка · a3 белый ферзь · g3 белая пешка · e2 чёрный ферзь · f2 чёрный король · g2 белый конь · h2 белый король · c1 белый конь | h7 чёрная пешка · e6 чёрная пешка · a5 белая ладья · b4 белая пешка · e4 белая пешка · g4 чёрная пешка · a3 белый ферзь · g3 белая пешка · e2 чёрный ферзь · f2 чёрный король · g2 белый конь · h2 белый король · c1 белый конь | h7 чёрная пешка · e6 чёрная пешка · a5 белая ладья · b4 белая пешка · e4 белая пешка · g4 чёрная пешка · a3 белый ферзь · g3 белая пешка · e2 чёрный ферзь · f2 чёрный король · g2 белый конь · h2 белый король · c1 белый конь | h7 чёрная пешка · e6 чёрная пешка · a5 белая ладья · b4 белая пешка · e4 белая пешка · g4 чёрная пешка · a3 белый ферзь · g3 белая пешка · e2 чёрный ферзь · f2 чёрный король · g2 белый конь · h2 белый король · c1 белый конь | h7 чёрная пешка · e6 чёрная пешка · a5 белая ладья · b4 белая пешка · e4 белая пешка · g4 чёрная пешка · a3 белый ферзь · g3 белая пешка · e2 чёрный ферзь · f2 чёрный король · g2 белый конь · h2 белый король · c1 белый конь | h7 чёрная пешка · e6 чёрная пешка · a5 белая ладья · b4 белая пешка · e4 белая пешка · g4 чёрная пешка · a3 белый ферзь · g3 белая пешка · e2 чёрный ферзь · f2 чёрный король · g2 белый конь · h2 белый король · c1 белый конь | 8 |
| 7 | h7 чёрная пешка · e6 чёрная пешка · a5 белая ладья · b4 белая пешка · e4 белая пешка · g4 чёрная пешка · a3 белый ферзь · g3 белая пешка · e2 чёрный ферзь · f2 чёрный король · g2 белый конь · h2 белый король · c1 белый конь | h7 чёрная пешка · e6 чёрная пешка · a5 белая ладья · b4 белая пешка · e4 белая пешка · g4 чёрная пешка · a3 белый ферзь · g3 белая пешка · e2 чёрный ферзь · f2 чёрный король · g2 белый конь · h2 белый король · c1 белый конь | h7 чёрная пешка · e6 чёрная пешка · a5 белая ладья · b4 белая пешка · e4 белая пешка · g4 чёрная пешка · a3 белый ферзь · g3 белая пешка · e2 чёрный ферзь · f2 чёрный король · g2 белый конь · h2 белый король · c1 белый конь | h7 чёрная пешка · e6 чёрная пешка · a5 белая ладья · b4 белая пешка · e4 белая пешка · g4 чёрная пешка · a3 белый ферзь · g3 белая пешка · e2 чёрный ферзь · f2 чёрный король · g2 белый конь · h2 белый король · c1 белый конь | h7 чёрная пешка · e6 чёрная пешка · a5 белая ладья · b4 белая пешка · e4 белая пешка · g4 чёрная пешка · a3 белый ферзь · g3 белая пешка · e2 чёрный ферзь · f2 чёрный король · g2 белый конь · h2 белый король · c1 белый конь | h7 чёрная пешка · e6 чёрная пешка · a5 белая ладья · b4 белая пешка · e4 белая пешка · g4 чёрная пешка · a3 белый ферзь · g3 белая пешка · e2 чёрный ферзь · f2 чёрный король · g2 белый конь · h2 белый король · c1 белый конь | h7 чёрная пешка · e6 чёрная пешка · a5 белая ладья · b4 белая пешка · e4 белая пешка · g4 чёрная пешка · a3 белый ферзь · g3 белая пешка · e2 чёрный ферзь · f2 чёрный король · g2 белый конь · h2 белый король · c1 белый конь | h7 чёрная пешка · e6 чёрная пешка · a5 белая ладья · b4 белая пешка · e4 белая пешка · g4 чёрная пешка · a3 белый ферзь · g3 белая пешка · e2 чёрный ферзь · f2 чёрный король · g2 белый конь · h2 белый король · c1 белый конь | 7 |
| 6 | h7 чёрная пешка · e6 чёрная пешка · a5 белая ладья · b4 белая пешка · e4 белая пешка · g4 чёрная пешка · a3 белый ферзь · g3 белая пешка · e2 чёрный ферзь · f2 чёрный король · g2 белый конь · h2 белый король · c1 белый конь | h7 чёрная пешка · e6 чёрная пешка · a5 белая ладья · b4 белая пешка · e4 белая пешка · g4 чёрная пешка · a3 белый ферзь · g3 белая пешка · e2 чёрный ферзь · f2 чёрный король · g2 белый конь · h2 белый король · c1 белый конь | h7 чёрная пешка · e6 чёрная пешка · a5 белая ладья · b4 белая пешка · e4 белая пешка · g4 чёрная пешка · a3 белый ферзь · g3 белая пешка · e2 чёрный ферзь · f2 чёрный король · g2 белый конь · h2 белый король · c1 белый конь | h7 чёрная пешка · e6 чёрная пешка · a5 белая ладья · b4 белая пешка · e4 белая пешка · g4 чёрная пешка · a3 белый ферзь · g3 белая пешка · e2 чёрный ферзь · f2 чёрный король · g2 белый конь · h2 белый король · c1 белый конь | h7 чёрная пешка · e6 чёрная пешка · a5 белая ладья · b4 белая пешка · e4 белая пешка · g4 чёрная пешка · a3 белый ферзь · g3 белая пешка · e2 чёрный ферзь · f2 чёрный король · g2 белый конь · h2 белый король · c1 белый конь | h7 чёрная пешка · e6 чёрная пешка · a5 белая ладья · b4 белая пешка · e4 белая пешка · g4 чёрная пешка · a3 белый ферзь · g3 белая пешка · e2 чёрный ферзь · f2 чёрный король · g2 белый конь · h2 белый король · c1 белый конь | h7 чёрная пешка · e6 чёрная пешка · a5 белая ладья · b4 белая пешка · e4 белая пешка · g4 чёрная пешка · a3 белый ферзь · g3 белая пешка · e2 чёрный ферзь · f2 чёрный король · g2 белый конь · h2 белый король · c1 белый конь | h7 чёрная пешка · e6 чёрная пешка · a5 белая ладья · b4 белая пешка · e4 белая пешка · g4 чёрная пешка · a3 белый ферзь · g3 белая пешка · e2 чёрный ферзь · f2 чёрный король · g2 белый конь · h2 белый король · c1 белый конь | 6 |
| 5 | h7 чёрная пешка · e6 чёрная пешка · a5 белая ладья · b4 белая пешка · e4 белая пешка · g4 чёрная пешка · a3 белый ферзь · g3 белая пешка · e2 чёрный ферзь · f2 чёрный король · g2 белый конь · h2 белый король · c1 белый конь | h7 чёрная пешка · e6 чёрная пешка · a5 белая ладья · b4 белая пешка · e4 белая пешка · g4 чёрная пешка · a3 белый ферзь · g3 белая пешка · e2 чёрный ферзь · f2 чёрный король · g2 белый конь · h2 белый король · c1 белый конь | h7 чёрная пешка · e6 чёрная пешка · a5 белая ладья · b4 белая пешка · e4 белая пешка · g4 чёрная пешка · a3 белый ферзь · g3 белая пешка · e2 чёрный ферзь · f2 чёрный король · g2 белый конь · h2 белый король · c1 белый конь | h7 чёрная пешка · e6 чёрная пешка · a5 белая ладья · b4 белая пешка · e4 белая пешка · g4 чёрная пешка · a3 белый ферзь · g3 белая пешка · e2 чёрный ферзь · f2 чёрный король · g2 белый конь · h2 белый король · c1 белый конь | h7 чёрная пешка · e6 чёрная пешка · a5 белая ладья · b4 белая пешка · e4 белая пешка · g4 чёрная пешка · a3 белый ферзь · g3 белая пешка · e2 чёрный ферзь · f2 чёрный король · g2 белый конь · h2 белый король · c1 белый конь | h7 чёрная пешка · e6 чёрная пешка · a5 белая ладья · b4 белая пешка · e4 белая пешка · g4 чёрная пешка · a3 белый ферзь · g3 белая пешка · e2 чёрный ферзь · f2 чёрный король · g2 белый конь · h2 белый король · c1 белый конь | h7 чёрная пешка · e6 чёрная пешка · a5 белая ладья · b4 белая пешка · e4 белая пешка · g4 чёрная пешка · a3 белый ферзь · g3 белая пешка · e2 чёрный ферзь · f2 чёрный король · g2 белый конь · h2 белый король · c1 белый конь | h7 чёрная пешка · e6 чёрная пешка · a5 белая ладья · b4 белая пешка · e4 белая пешка · g4 чёрная пешка · a3 белый ферзь · g3 белая пешка · e2 чёрный ферзь · f2 чёрный король · g2 белый конь · h2 белый король · c1 белый конь | 5 |
| 4 | h7 чёрная пешка · e6 чёрная пешка · a5 белая ладья · b4 белая пешка · e4 белая пешка · g4 чёрная пешка · a3 белый ферзь · g3 белая пешка · e2 чёрный ферзь · f2 чёрный король · g2 белый конь · h2 белый король · c1 белый конь | h7 чёрная пешка · e6 чёрная пешка · a5 белая ладья · b4 белая пешка · e4 белая пешка · g4 чёрная пешка · a3 белый ферзь · g3 белая пешка · e2 чёрный ферзь · f2 чёрный король · g2 белый конь · h2 белый король · c1 белый конь | h7 чёрная пешка · e6 чёрная пешка · a5 белая ладья · b4 белая пешка · e4 белая пешка · g4 чёрная пешка · a3 белый ферзь · g3 белая пешка · e2 чёрный ферзь · f2 чёрный король · g2 белый конь · h2 белый король · c1 белый конь | h7 чёрная пешка · e6 чёрная пешка · a5 белая ладья · b4 белая пешка · e4 белая пешка · g4 чёрная пешка · a3 белый ферзь · g3 белая пешка · e2 чёрный ферзь · f2 чёрный король · g2 белый конь · h2 белый король · c1 белый конь | h7 чёрная пешка · e6 чёрная пешка · a5 белая ладья · b4 белая пешка · e4 белая пешка · g4 чёрная пешка · a3 белый ферзь · g3 белая пешка · e2 чёрный ферзь · f2 чёрный король · g2 белый конь · h2 белый король · c1 белый конь | h7 чёрная пешка · e6 чёрная пешка · a5 белая ладья · b4 белая пешка · e4 белая пешка · g4 чёрная пешка · a3 белый ферзь · g3 белая пешка · e2 чёрный ферзь · f2 чёрный король · g2 белый конь · h2 белый король · c1 белый конь | h7 чёрная пешка · e6 чёрная пешка · a5 белая ладья · b4 белая пешка · e4 белая пешка · g4 чёрная пешка · a3 белый ферзь · g3 белая пешка · e2 чёрный ферзь · f2 чёрный король · g2 белый конь · h2 белый король · c1 белый конь | h7 чёрная пешка · e6 чёрная пешка · a5 белая ладья · b4 белая пешка · e4 белая пешка · g4 чёрная пешка · a3 белый ферзь · g3 белая пешка · e2 чёрный ферзь · f2 чёрный король · g2 белый конь · h2 белый король · c1 белый конь | 4 |
| 3 | h7 чёрная пешка · e6 чёрная пешка · a5 белая ладья · b4 белая пешка · e4 белая пешка · g4 чёрная пешка · a3 белый ферзь · g3 белая пешка · e2 чёрный ферзь · f2 чёрный король · g2 белый конь · h2 белый король · c1 белый конь | h7 чёрная пешка · e6 чёрная пешка · a5 белая ладья · b4 белая пешка · e4 белая пешка · g4 чёрная пешка · a3 белый ферзь · g3 белая пешка · e2 чёрный ферзь · f2 чёрный король · g2 белый конь · h2 белый король · c1 белый конь | h7 чёрная пешка · e6 чёрная пешка · a5 белая ладья · b4 белая пешка · e4 белая пешка · g4 чёрная пешка · a3 белый ферзь · g3 белая пешка · e2 чёрный ферзь · f2 чёрный король · g2 белый конь · h2 белый король · c1 белый конь | h7 чёрная пешка · e6 чёрная пешка · a5 белая ладья · b4 белая пешка · e4 белая пешка · g4 чёрная пешка · a3 белый ферзь · g3 белая пешка · e2 чёрный ферзь · f2 чёрный король · g2 белый конь · h2 белый король · c1 белый конь | h7 чёрная пешка · e6 чёрная пешка · a5 белая ладья · b4 белая пешка · e4 белая пешка · g4 чёрная пешка · a3 белый ферзь · g3 белая пешка · e2 чёрный ферзь · f2 чёрный король · g2 белый конь · h2 белый король · c1 белый конь | h7 чёрная пешка · e6 чёрная пешка · a5 белая ладья · b4 белая пешка · e4 белая пешка · g4 чёрная пешка · a3 белый ферзь · g3 белая пешка · e2 чёрный ферзь · f2 чёрный король · g2 белый конь · h2 белый король · c1 белый конь | h7 чёрная пешка · e6 чёрная пешка · a5 белая ладья · b4 белая пешка · e4 белая пешка · g4 чёрная пешка · a3 белый ферзь · g3 белая пешка · e2 чёрный ферзь · f2 чёрный король · g2 белый конь · h2 белый король · c1 белый конь | h7 чёрная пешка · e6 чёрная пешка · a5 белая ладья · b4 белая пешка · e4 белая пешка · g4 чёрная пешка · a3 белый ферзь · g3 белая пешка · e2 чёрный ферзь · f2 чёрный король · g2 белый конь · h2 белый король · c1 белый конь | 3 |
| 2 | h7 чёрная пешка · e6 чёрная пешка · a5 белая ладья · b4 белая пешка · e4 белая пешка · g4 чёрная пешка · a3 белый ферзь · g3 белая пешка · e2 чёрный ферзь · f2 чёрный король · g2 белый конь · h2 белый король · c1 белый конь | h7 чёрная пешка · e6 чёрная пешка · a5 белая ладья · b4 белая пешка · e4 белая пешка · g4 чёрная пешка · a3 белый ферзь · g3 белая пешка · e2 чёрный ферзь · f2 чёрный король · g2 белый конь · h2 белый король · c1 белый конь | h7 чёрная пешка · e6 чёрная пешка · a5 белая ладья · b4 белая пешка · e4 белая пешка · g4 чёрная пешка · a3 белый ферзь · g3 белая пешка · e2 чёрный ферзь · f2 чёрный король · g2 белый конь · h2 белый король · c1 белый конь | h7 чёрная пешка · e6 чёрная пешка · a5 белая ладья · b4 белая пешка · e4 белая пешка · g4 чёрная пешка · a3 белый ферзь · g3 белая пешка · e2 чёрный ферзь · f2 чёрный король · g2 белый конь · h2 белый король · c1 белый конь | h7 чёрная пешка · e6 чёрная пешка · a5 белая ладья · b4 белая пешка · e4 белая пешка · g4 чёрная пешка · a3 белый ферзь · g3 белая пешка · e2 чёрный ферзь · f2 чёрный король · g2 белый конь · h2 белый король · c1 белый конь | h7 чёрная пешка · e6 чёрная пешка · a5 белая ладья · b4 белая пешка · e4 белая пешка · g4 чёрная пешка · a3 белый ферзь · g3 белая пешка · e2 чёрный ферзь · f2 чёрный король · g2 белый конь · h2 белый король · c1 белый конь | h7 чёрная пешка · e6 чёрная пешка · a5 белая ладья · b4 белая пешка · e4 белая пешка · g4 чёрная пешка · a3 белый ферзь · g3 белая пешка · e2 чёрный ферзь · f2 чёрный король · g2 белый конь · h2 белый король · c1 белый конь | h7 чёрная пешка · e6 чёрная пешка · a5 белая ладья · b4 белая пешка · e4 белая пешка · g4 чёрная пешка · a3 белый ферзь · g3 белая пешка · e2 чёрный ферзь · f2 чёрный король · g2 белый конь · h2 белый король · c1 белый конь | 2 |
| 1 | h7 чёрная пешка · e6 чёрная пешка · a5 белая ладья · b4 белая пешка · e4 белая пешка · g4 чёрная пешка · a3 белый ферзь · g3 белая пешка · e2 чёрный ферзь · f2 чёрный король · g2 белый конь · h2 белый король · c1 белый конь | h7 чёрная пешка · e6 чёрная пешка · a5 белая ладья · b4 белая пешка · e4 белая пешка · g4 чёрная пешка · a3 белый ферзь · g3 белая пешка · e2 чёрный ферзь · f2 чёрный король · g2 белый конь · h2 белый король · c1 белый конь | h7 чёрная пешка · e6 чёрная пешка · a5 белая ладья · b4 белая пешка · e4 белая пешка · g4 чёрная пешка · a3 белый ферзь · g3 белая пешка · e2 чёрный ферзь · f2 чёрный король · g2 белый конь · h2 белый король · c1 белый конь | h7 чёрная пешка · e6 чёрная пешка · a5 белая ладья · b4 белая пешка · e4 белая пешка · g4 чёрная пешка · a3 белый ферзь · g3 белая пешка · e2 чёрный ферзь · f2 чёрный король · g2 белый конь · h2 белый король · c1 белый конь | h7 чёрная пешка · e6 чёрная пешка · a5 белая ладья · b4 белая пешка · e4 белая пешка · g4 чёрная пешка · a3 белый ферзь · g3 белая пешка · e2 чёрный ферзь · f2 чёрный король · g2 белый конь · h2 белый король · c1 белый конь | h7 чёрная пешка · e6 чёрная пешка · a5 белая ладья · b4 белая пешка · e4 белая пешка · g4 чёрная пешка · a3 белый ферзь · g3 белая пешка · e2 чёрный ферзь · f2 чёрный король · g2 белый конь · h2 белый король · c1 белый конь | h7 чёрная пешка · e6 чёрная пешка · a5 белая ладья · b4 белая пешка · e4 белая пешка · g4 чёрная пешка · a3 белый ферзь · g3 белая пешка · e2 чёрный ферзь · f2 чёрный король · g2 белый конь · h2 белый король · c1 белый конь | h7 чёрная пешка · e6 чёрная пешка · a5 белая ладья · b4 белая пешка · e4 белая пешка · g4 чёрная пешка · a3 белый ферзь · g3 белая пешка · e2 чёрный ферзь · f2 чёрный король · g2 белый конь · h2 белый король · c1 белый конь | 1 |
|   | a | b | c | d | e | f | g | h |   |

1.Ла8! с угрозой 2.Фа2 Ф:а2 (d2) 3.Лf8#, 

1. ... е5! 2.Фb2! Ф:b2 3.Лf8#, 

1. ... Kpf1 2.Фа6 Ф:а6 3.Лf8#, 

1. ... Ф:е4 2.Фа7+ Фd4 3.Лf8#. 

1.Ла7? Ф:е4!

## Книги
- Schachprobleme. Weiß: Dame und ein Läufer, Leipzig, Veit, 1911 (соавтор);
- Idea a ekonomie v šachové uloze, Praha, Palkoska; Leipzig, Hedewig's Nachf., 1928